# Listă de dramaturgi bosniaci
Aceasta este o listă de dramaturgi din Bosnia și Herțegovina în ordine alfabetică:

## B
- Almir Bašović

## G
- Šemsudin Gegić

## H
- Fadil Hadžić

## I
- Almir Imširević

## K
- Dževad Karahasan

## M
- Miroslav Mandić

## P
- Safet Plakalo (1950 – 2015)

## S
- Abdulah Sidran

## T
- Zlatko Topčić (1955 - )[1]

## V
- Nenad Veličković

## Vezi și
- Listă de piese de teatru bosniace
- Listă de scriitori bosniaci
- Listă de dramaturgi